# Нутакки Приянка
Нутакки Приянка (телугу ప్రియాంక నూతక్కి; род. 1 июня 2002, Кануру, Андхра-Прадеш) — индийская шахматистка, международный мастер среди женщин (2018).

## Биография
Многократная победительница юношеских чемпионатов Индии среди девушек в разных возрастных группах: в 2011 году была лучшей среди девушек до 9 лет, в 2013 году победила среди девушек до 11 лет, а в 2015 году повторила этот успех среди девушек до 13 лет.
В 2012 году победила на юношеском чемпионате Азии среди девушек в возрастной группе до 10 лет, а также на юношеском чемпионате мира по шахматам среди девушек в возрастной группе до 10 лет.
В августе 2018 года была лучшей среди женщин в турнире «А» на шахматном фестивале «РТУ Опен».